# Женская сборная России по пляжному гандболу
Женская сборная России по пляжному гандболу представляет Россию на международных соревнованиях.

## Итоги выступлений

### Чемпионаты мира
- 2004 —
- 2006 —
- 2008 — 5-е место
- 2010 — не прошли квалификацию
- 2012 — не прошли квалификацию
- 2014 — не прошли квалификацию
- 2016 — не прошли квалификацию
- 2018 — 7-е место (домашний турнир)

### Чемпионаты Европы
- 2000 —
- 2002 —
- 2004 —
- 2006 —
- 2007 — 4-е место[1]
- 2009 — не прошли квалификацию
- 2011 — не прошли квалификацию
- 2013 — 6-е место
- 2015 — 7-е место
- 2017 — 5-е место